# Веррес
Верре́с (фр. Verrès) — коммуна в Италии, располагается в автономном регионе Валле-д’Аоста. В ней располагается верресский замок.
Население составляет 2 658 человек (2008), плотность населения составляет 326 чел./км².
Покровителем коммуны почитается святой Эгидий, празднование 1 сентября.

## География
Занимает площадь 8 км².

## История
В 1301 году Веррес завоевал Эбаль Великий и присоединил его к графству Аоста.

## Демография
Динамика населения: